# Charybdis (Goniohellenus) omanensis
Charybdis (Goniohellenus) omanensis is een krabbensoort uit de familie van de Portunidae.